# Sebastián Balsas
Sebastián Andrés Balsas Bruno (Montevideo, Uruguay, 5 de marzo de 1986) es un exfutbolista uruguayo. Jugó de delantero centro y su último equipo fue Racing Club de Montevideo de la Primera División de Uruguay.

## Trayectoria
De chico, militaba en la séptima división (categoría juvenil sub-14) de Nacional, equipo del cual se declara hincha, pero su carrera se vio cortada, ya que el 14 de marzo de 2001 Sebastián Balsas y su familia debieron emigrar a España por motivos económicos. Viviendo en Zaragoza, Balsas sacó sus estudios y trabajó para una conocida marca de colchones.
En diciembre de 2005, con su familia regresaron de visita a Uruguay para celebrar la Navidad. Un día disputó un partido de fútbol 5 entre amigos donde fue casualmente observado por el contratista Gustavo Nikitiuk, quien le vio condiciones y lo instó a quedarse en Uruguay para probarse en diversos clubes. Balsas aceptó y militó durante un año en la tercera división (reservas) de Liverpool, pero sin posibilidades en el primer equipo. Luego, estuvo en el plantel de Miramar Misiones durante seis meses, pero nunca le firmaron contrato. 
Cuando estaba listo para resignar su carrera y regresar a España, volvió a probarse en otro club, esta vez en Racing, logrando el visto bueno de su entrenador Eduardo Favaro. Allí tuvo una gran temporada, logrando el título de Segunda División y el ascenso. En la temporada siguiente, "la Escuelita" consiguió el máximo logro en su historia, al clasificar a la Copa Libertadores 2010. Estas buenas actuaciones, despertaron el interés de varios equipos a mediados de 2009, entre ellos los dos grandes del país, Peñarol y Nacional, decidiéndose Balsas por firmar por este último por motivos sentimentales.
El alto delantero era pretendido por varios clubes de Argentina. Cómo Club Atlético Tigre donde se dijo que podría estar el futuro del "Torero" en una cesión a préstamo, pero no fue así. Estudiantes y River Plate también se interesaron en el goleador, pero finalmente se decidió que este alto delantero fuera a jugar al Club Atlético San Lorenzo de Almagro, equipo con el que ya se entrenó por primera vez el 3 de agosto de 2010.
Su primer gol con la camiseta azulgrana fue ante Racing Club, dándole así la victoria a su equipo por 2:1. Dos fechas más tarde, vuelve a convertir ante Boca Juniors, en La Bombonera para otra victoria 2:1. Volvió a convertir en el partido frente a Tigre perteneciente a la decimoprimera fecha del campeonato. No obstante aquellos goles, su rendimiento en el resto de los partidos sería pobre. A esto se sumaría un enfrentamiento con el director técnico (Ramón Díaz), surgido a raíz de quedarse jugando al póker hasta altas horas de las madrugadas previas a dos derrotas que bajaron al equipo de la punta, aún tras haber sido reprendido por tal indisciplina. De esta manera, Balsas resultó excluido de la lista de concentrados de varias fechas, y el viernes 10 de diciembre Díaz le comunicó que no sería tenido en cuenta para el próximo año.
En julio de 2011 fichó por el Córdoba CF, en sustitución del actual jugador de la AD Alcorcón, "Oriol Riera". 
En 2012 ficha por Argentinos Juniors. A mediados de 2012 ficha por Independiente Rivadavia de Mendoza.
En 2014 ficha por Racing Club de Montevideo.

## Clubes
| Club               | País      | Año       | PJ | Goles | Prom. |
| ------------------ | --------- | --------- | -- | ----- | ----- |
| Racing             | Uruguay   | 2007-2009 | 51 | 19    | 0,37  |
| Nacional           | Uruguay   | 2009-2010 | 20 | 5     | 0,25  |
| San Lorenzo        | Argentina | 2010-2011 | 16 | 3     | 0,18  |
| Racing             | Uruguay   | 2011      | 4  | 1     | 0,25  |
| Córdoba CF         | España    | 2011-2012 | 7  | 0     | 0,00  |
| Argentinos Juniors | Argentina | 2012      | 8  | 1     | 0,12  |
| Racing             | Uruguay   | 2014      | 0  | 0     | 0     |

### Campeonatos nacionales
| Título           | Club   | País    | Año     |
| ---------------- | ------ | ------- | ------- |
| Segunda División | Racing | Uruguay | 2007-08 |